# Cinnamomum rigidissimum
Cinnamomum rigidissimum là loài thực vật có hoa trong họ Nguyệt quế. Loài này được H.T.Chang miêu tả khoa học đầu tiên năm 1959.